# Алимпашаюрт
Алимпашаюрт (кум. Алимпаша-юрт, ног. Аьлимпаша-юрт) — село в Бабаюртовском районе Дагестана. Входит в Геметюбинский сельсовет.

## География
Расположено в 3 км к востоку от районного центра Бабаюрт, на трассе Махачкала-Астрахань.

## История
Первоначально село называлось Тюп-кутан.  Постановлением Народного собрания РД от 30.09.1998 г.  переименовано в Алимпашаюрт, в честь  Алимпаши Алакаева, уроженца села.
Начиная с первой половины XVII ногайцы начали активно переселяться на территорию Прикаспийской низменности, в частности на Кумыкскую равнину (Терско-Сулакское междуречье) из исторической их родины — Ногайской степи, главным образом из Ногайского района. Таким образом, если в 1926 году кумыки составляли 57% населения, а к 2010 году доля кумыков сократилась до 23% при росте доли ногайцев до 36%, то уже в 2021 году кумыки вновь вышли на первое место, составив 37,5% населения. 

## Население
| 1926 | 1939 | 1959 | 1970 | 1989 | 2002 | 2010 |
| ---- | ---- | ---- | ---- | ---- | ---- | ---- |
| 113  | ↗164 | ↗469 | ↗488 | ↘447 | ↗664 | ↗693 |
| 2021 |      |      |      |      |      |      |
| ↗824 |      |      |      |      |      |      |

По данным Всесоюзной переписи населения 1926 года:
| № | Национальность | Численность, чел. | Доля |
| - | -------------- | ----------------- | ---- |
| 1 | кумыки         | 65                | 57 % |
| 2 | чеченцы        | 48                | 43 % |

По данным Всероссийской переписи населения 2010 года:
| № | Национальность | Численность, чел. | Доля |
| - | -------------- | ----------------- | ---- |
| 1 | ногайцы        | 251               | 36 % |
| 2 | кумыки         | 160               | 23 % |
| 3 | чеченцы        | 149               | 22 % |
| 4 | аварцы         | 61                | 9 %  |
| 5 | даргинцы       | 59                | 9 %  |
| 6 | другие         | 13                | 1 %  |

По данным Всероссийской переписи населения 2021 года:	
| №        | Национальность | Численность, чел. | Доля    |
| -------- | -------------- | ----------------- | ------- |
| 1        | кумыки         | 309               | 37,5 %  |
| 2        | чеченцы        | 179               | 21,7 %  |
| 3        | аварцы         | 166               | 20,14 % |
| 4        | ногайцы        | 86                | 10,4%   |
| 5        | даргинцы       | 69                | 8,37%   |
| 5.000001 | не указавшие   | 6                 | 0,72 %  |
| 5.000002 | прочие         | 9                 | 1,09 %  |
| 5.000003 | всего          | 824               | 100 %   |